# Starshot : Panique au Space Circus
Starshot : Panique au Space Circus (Starshot: Space Circus Fever) est un jeu vidéo de plates-formes sorti en 1998 sur Nintendo 64 et Windows. Le jeu a été développé et édité par Infogrames.

## Trame

### Synopsis
Au XXXIIe siècle, un cirque, sous le nom de Space Circus, fait une bonne affaire. Son patron, Starcash, achète sur la planète Killer Expo un jongleur expérimenté sous le nom de Starshot.
Mais le concurrent de ce cirque, le Virtua Circus, qui détruit des raretés de l'univers pour en faire des images virtuelles, est prêt à tout pour éradiquer le Space Circus...
Starshot et ses compagnons, voyageront de planète en planète pour détruire le maléfique Wolfgang Von Ravel, créateur du Virtua Circus.

### Personnages

#### Personnages du Space Circus
- Starshot : Le héros du jeu, qui est prêt à tout pour détruire Wolfgang Von Ravel. C'est une fille manquée.
- Starcash : Le patron du Space Circus, qui est victime de magouilles de Wolfgang Von Ravel.
- WillFull : Le robot jetable qui accompagne Starshot.
- WillFly : Le robot volant qui accompagne Starshot et qui lui permet de voler.
- Robots du Space Circus : Chaque robot dans le Space Circus a son rôle (robot informateurs, robot newseur... ). Il aident Starshot, Willfull et Starcash à détruire Wolfgang von Ravel.
- Capitaine Nobrakes : Le pilote du Space Circus.

#### Personnages du Virtua Circus
- Wolfgang Von Ravel : Le personnage qui veut à tout prix détruire le Space Circus par tous les moyens et pas forcément honnête.
- Robot bombe : Il s'incrustera après la planète Tensens dans la Space Circus faisant croire que Starcash n'a pas payé 3 millions d'omnidollars. Si ce dernier ne les paye pas dans un délai de 10 jours, le robot explosera. En réalité, il s'agit encore d'une magouille de Von Ravel pour empocher des sous.
- Robots Virtua : Trainant un peu partout, ils cherchent Starshot pour le tuer.

#### Autres personnages
- Terrien : Les Martiens ont envahi la Terre aux XXXIIe siècle et ont exterminé tous les Terriens. Sauf un, que Starshot devra retrouver.
- Chienne Leika : Starshot devra la retrouver sur Ultimacrash pour une attraction du cirque.
- Oiseau pondeur surprise : C'est un oiseau qui pond tout et n'importe quoi. Malheureusement, il se fera éradiquer par les robots du Virtua...

### Mondes
Pour avoir une chance d'éliminer Wolfgang et payer la dette du soi-disant robot-bombe, Starshot devra aller sur différentes planètes, à commencer par Tensens.
- Tensens : Planète où Starcash a lancé un spectacle que Wolfgang a éradiqué, Starshot devra retrouver le vaisseau du Virtua Circus et le faire partir de la planète. C'est une planète de touristes, d'ailes, de bronzage...

- Killer Expo : Ce qui se fait le mieux dans la galaxie en matière d'armes est sur Killer Expo. Starshot doit chercher un robot news pour informer Starscash des éventuelles attractions qu'il y aurait dans la galaxie...

- Primiton (ou PrimiAstro) : Primitron est la planète la plus primitive de la galaxie où Starshot devra chercher un oiseau pondeur surprise... La végétation est primordiale sur cette planète.

- Ultimacrash : C'est un objet spatial errant constitué d'épaves de vaisseaux. Starshot devra y retrouva le fantôme de Leika, la première chienne envoyée dans l'espace.

- Technomum : Planète où la technologie est très avancée, Starshot devra y chercher une machine à dysfonctionner, qui est capable de faire exactement le contraire de ce que l'on dit.

- Terre : Les martiens ont envahi la Terre et Starshot devra trouver le dernier survivant, qui serait une super attraction pour le cirque selon Starcash...

- Virtua Circus : Dernière étape : détruire la Virtua. Le Space Circus ne pouvant pas échapper au combat spatial contre ce vaisseau de 100 millions de tonnes, il va devoir combattre et résister... Et Starshot va descendre sur le Virtua pour le détruire de l'intérieur.

## Système de jeu
Le jeu nous fait voyager de planète. Starshot peut effectuer une vaste panoplie de mouvements comme sauter, tirer des étoiles, nager, voler, marcher, courir, esquiver... Il rencontrera plus de 300 personnages au cours de son aventure.

## Accueil
- Jeuxvideo.com : 16/20[1]